# 東京スカパラダイスオーケストラ (アルバム)
『東京スカパラダイスオーケストラ』（とうきょうスカパラダイスオーケストラ）は、東京スカパラダイスオーケストラのミニ・アルバム。

## 概要
- インディーズ時代に唯一発表したアルバム。通称"黄色いアナログ"[1]。
- メジャーデビュー後の1990年12月1日、EPIC・ソニーからCDで復刻。

## 収録曲
1. ペドラーズ
  - ロシア民謡「コロベイニキ」のカバー。
2. スキャラバン
  - 作曲：デューク・エリントン
  - 「キャラバン」のカバー。
3. スカンボ
  - 作曲：ASA-CHANG
  - 曲名は「スカとマンボを合わせたリズム」が由来。
4. JUST A LITTLE BIT OF YOUR SOUL
  - 作曲：チャック・ジャクソン（英語版）
  - 同名曲のカバー。
  - 1993年7月27日、IRc2スタジオにてバーナード・パーディとパンチョ・モラレスを迎えて再演。同年10月21日に発売されたシングル「ハプニング」のカップリングに収録された。その後、1995年6月21日に発売されたアルバム「GRAND PRIX」にも収録。
5. ホリデイ
  - 作曲：北原雅彦
  - 「ラッパ吹きの休日」（ルロイ・アンダーソン作曲）のフレーズが織り込まれている。
  - バンドが初めてレコーディングした楽曲である[2]。
6. クリスマスカ（諸人こぞりて）
  - クリスマス・キャロル「もろびとこぞりて」のカバー。
  - フジテレビ系列のテレビ番組『明石家サンタの史上最大のクリスマスプレゼントショー』の賞品紹介BGM。